# Leucula velutina
Leucula velutina là một loài bướm đêm trong họ Geometridae.